# Yano Kyōson
Yano Kyōson (矢野橋村) né le 8 septembre 1890 à Ochi (préfecture d'Ehime) ; mort le 17 avril 1965 à Toyonaka) est un peintre japonais nihonga de style nanga.

## Vie et œuvre
Yano naît dans la préfecture d'Ehime en 1890 ; il s'appelle alors Kazutoshi de son prénom. Après avoir obtenu son diplôme d'école primaire, Yano Kyōson commence à étudier la peinture auprès du peintre Suzuki Shōdo à Ehime. À 17 ans, il déménage à Osaka pour travailler à l'arsenal militaire, mais, à la suite d'un accident de travail, il est amputé de la main gauche. À partir de 1909, il étudie la  peinture nanga sous la direction de Nagamatsu Shun'yō (永松春洋; 1850–1931).
Dans les années 1920, il fonde, avec l'écrivain Sanjūgo Naoki et d'autres, l'association "Shuchō-sha" (主潮社)  qui s'occupe des arts et de l'artisanat. Elle promeut les expositions individuelles et l'abandon des expositions collectives soumises à des comités de sélection. Avec le peintre et critique d'art Saitō Yori (斎藤与里; 1885-1959) et d'autres, il fonde l’école privée « Ōsaka Bijutsu Gakkō » (大阪美術学校) et la dirige jusqu'à sa fermeture en 1946. Il a également participé à la fondation du "Nihon Nanga-in" (日本南画院). En 1931, il est exposé à "l'exposition de peinture japonaise" à Berlin.
En 1959, Yano reçoit le "Prix culturel des citoyens d'Osaka" (大阪市民文化賞, Osaka shimin bunka-shō). En 1961, il reçoit le prix de l'Académie japonaise des arts pour son tableau "Kinpū" (錦楓). En 1964, il prend la présidence du "Nihon Nanga-in". Il est l'auteur de livres sur Uragami Gyokudō et sur la peinture nanga (Nanga Shoho (南画初歩) - Nanga, les premiers pas).

## Galerie

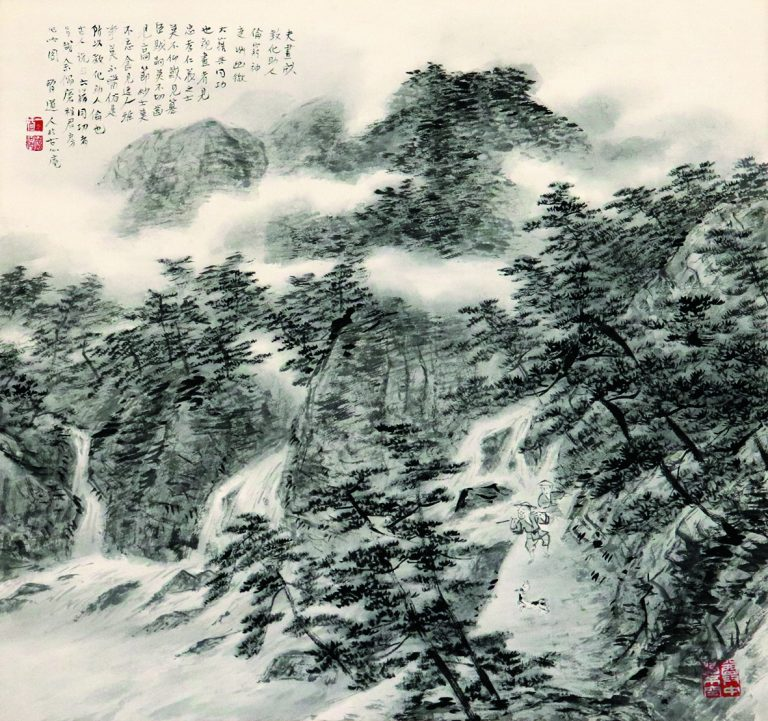
Nuages blancs dans la lumière du matin.
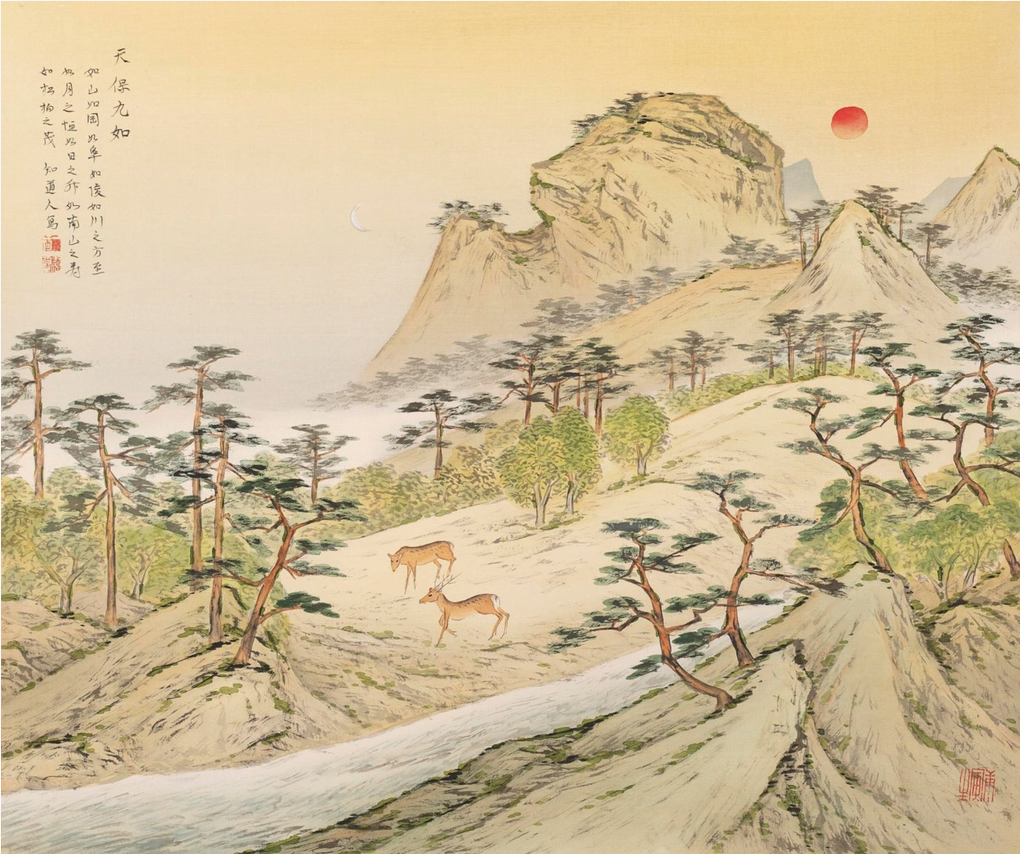
Paysage avec cerfs.